# Medeopteryx
Medeopteryx (лат.) — род жуков-светляков из подсемейства Luciolinae (Lampyridae). Австралия и Новая Гвинея. Один вид на Филиппинах.

## Описание
Длина тела около 1 см. Основная окраска желтовато-коричневая. Развит клипеолабральный шов, лабрум слабо склеротизированный, подвижный; заднебоковые углы пронотума округлые; вентрит V7 трёхвыемчатый; брюшные вентриты с изогнутыми задними краями.

## Классификация
Род Medeopteryx был впервые описан в 2013 году австралийскими энтомологами Лэсли Баллантайн (Lesley A. Ballantyne; School of Agricultural and Wine Sciences, Charles Sturt University, Уогга-Уогга, Австралия) и Кристин Ламбкин (Christine L. Lambkin; Queensland Museum, Брисбен, Австралия). Medeopteryx включён в подсемейство Luciolinae, сходен с таксоном Pteroptyx и Luciola, на бывших видах из которого он и был создан.
- Medeopteryx amilae  (Satô, 1976)
- Medeopteryx antennata  (E. Olivier, 1885)
- Medeopteryx clipeata Ballantyne & Lambkin, 2013
- Medeopteryx corusca  (Ballantyne, 1987)
- Medeopteryx cribellata  (E. Olivier, 1892)
- Medeopteryx effulgens  (Ballantyne, 1987)typus
- Medeopteryx elucens  (Ballantyne, 1987)
- Medeopteryx flagrans  (Ballantyne, 1987)
- Medeopteryx fraseri Nada, 2019
- Medeopteryx fulminea  (Ballantyne, 1987)
- Medeopteryx hanedai  (Ballantyne in Ballantyne & McLean, 1970)
- Medeopteryx platygaster  (Lea, 1909)
- Medeopteryx pupilla  (E. Olivier, 1892)
- Medeopteryx semimarginata (Olivier, 1883)
  - = Luciola semimarginata Olivier, 1883
- Medeopteryx similisantennata  (Ballantyne, 1987)
- Medeopteryx similispupillae Ballantyne & Lambkin, 2013
- Medeopteryx sublustris  (Ballantyne, 1987)
- Medeopteryx tarsalis  (E. Olivier, 1885
- Medeopteryx timida (Olivier, 1883)
  - = Luciola timida Olivier, 1883
- Medeopteryx torricelliensis  (Ballantyne in Ballantyne & McLean, 1970)